# Bobstadt (Boxberg)
Bobstadt ist ein Stadtteil von Boxberg im Main-Tauber-Kreis im fränkisch und badisch geprägten Nordosten Baden-Württembergs.

## Geographie

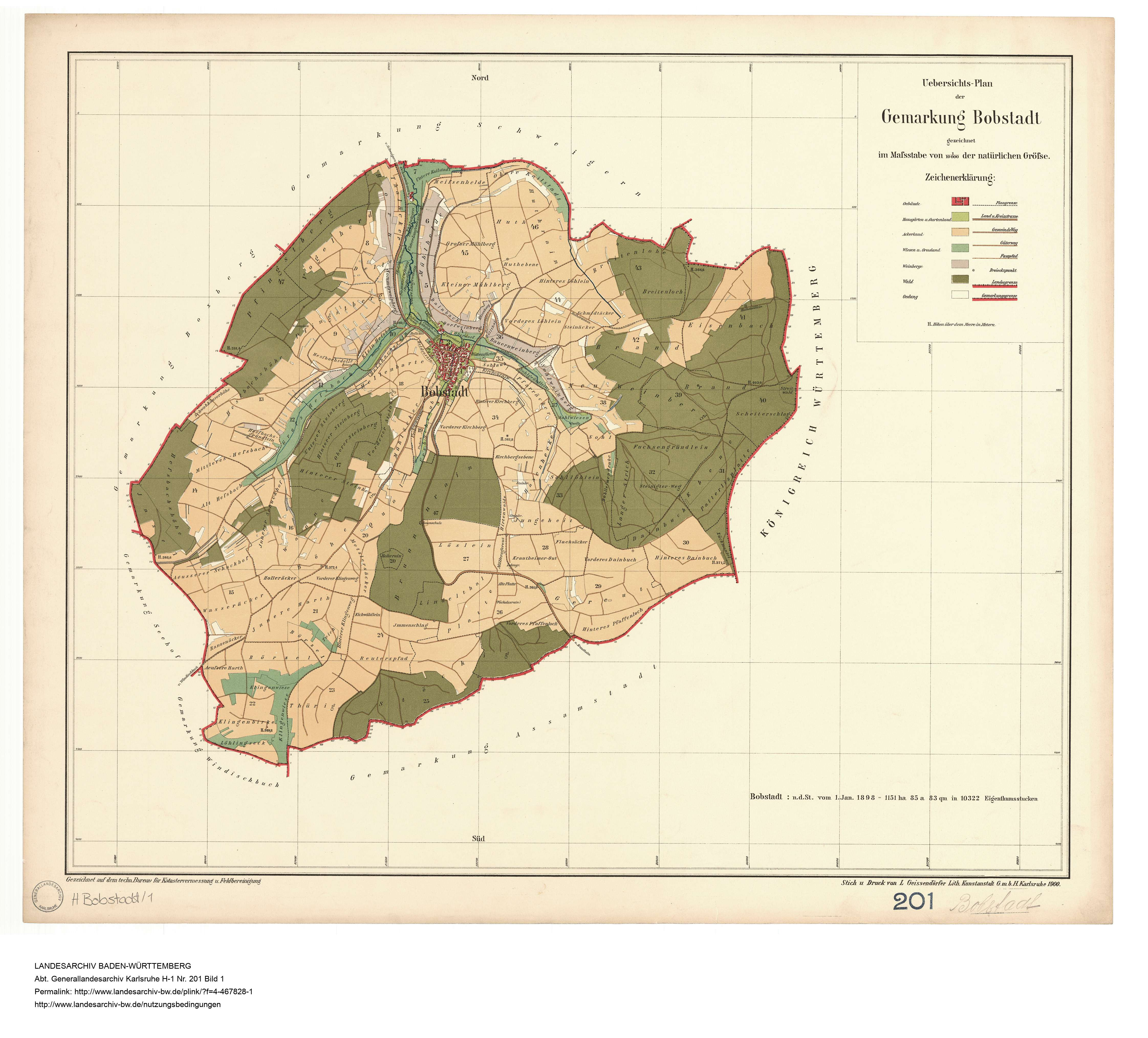
Gemarkung von Bobstadt, 1900

Das Dorf Bobstadt liegt in einem rechten Seitental der Umpfer unmittelbar vor der Mündung des linken Heßbachs in den es nordwärts durchlaufenden Ursbach. Der Ort ist von einem schützenden Hügelgelände umgeben. Die Bebauung erstreckt sich in unregelmäßigem Grundriss hauptsächlich im Tal und am Hang des die Täler scheidenden Steinbergs. Zur Gemarkung der ehemaligen Gemeinde Bobstadt gehören das Dorf Bobstadt (⊙) und die Wohnplätze Börzel (⊙) weit im Süden auf der Hochebene, Heßbach (⊙) nahe im Nebental und Talmühle (⊙) ursbachabwärts sowie die abgegangenen Ortschaften Sole und Schuckhof.

## Geschichte

### Mittelalter
Im Jahre 1245 wurde der Ort erstmals urkundlich als Bagestat erwähnt. Weitere urkundliche Erwähnungen erfolgten in den Jahren 1299 und 1454 jeweils als Bobstat. Die Bezeichnung stammt wohl von einem Personennamen ab. Im 13. Jahrhundert ist im Ort ein eigener Adel in der Gefolgschaft der Herren von Boxberg nachweisbar. Mit den Boxbergern gelangte der Ort im Jahre 1381 von den Johannitern an die Herren von Rosenberg.

### Neuzeit
1523 wurde der Ort von den Pfälzern erworben. Die Herrschaft war in der Folge zwischen Pfalz und Rosenberg strittig. Ab 1561 wurde der Ort zur Hälfte von den Pfälzern an die Herren von Rosenberg unter pfälzischer Zehnthoheit verlehnt. Nach dem Heimfall als die Pfalz im Jahre 1632 wurde der Ort nicht mehr ausgegeben. Von 1691 bis 1740 wurde der Ort wie Boxberg verpfändet. 1803 gelangte Bobstadt an das Fürstentum Leiningen, bevor der Ort 1806 badisch wurde. Die Amtszugehörigkeit ist identisch mit der von Boxberg.
Am 1. Januar 1973 wurde Bobstadt gemeinsam mit Angeltürn, Epplingen, Lengenrieden, Schwabhausen, Uiffingen und Windischbuch in die Stadt Boxberg eingemeindet.

### Großeinsatz nach Schusswechsel
Nachdem bei einer Hausdurchsuchungsmaßnahme infolge des Verdachts illegalen Waffenbesitzes in einem Bobstadter Wohnhaus am 20. April 2022 gegen 6 Uhr mehrere Schüsse auf die Einsatzkräfte abgegeben wurden und das Anwesen samt Scheune in Brand geriet, folgte ein Großeinsatz mit schwer bewaffneten Spezialeinsatzkommandos aus Baden-Württemberg und Bayern, vier Polizeihubschraubern, gepanzerten Fahrzeugen, mehr als 100 Bereitschaftspolizisten und weiteren Polizisten aus dem gesamten Regionalverband Heilbronn-Franken. Ein Polizist wurde verletzt. Die Feuerwehr konnte aus Sicherheitsgründen nicht zum betroffenen Areal vordringen, wodurch das Anwesen kontrolliert abbrannte. Bis 13 Uhr wurden mehrere mutmaßliche Reichsbürger widerstandslos festgenommen.

### Einwohnerentwicklung
Die Bevölkerung von Bobstadt entwickelte sich wie folgt:
| Jahr | Gesamt |
| ---- | ------ |
| 1961 | 558    |
| 1970 | 497    |
| 2014 | 412    |

## Religion
Die evangelische Kirchengemeinde besteht aus etwa 300 Gemeindemitgliedern und wird seit November 2017 vom Pfarramt Schweigern mitverwaltet.

## Politik
Das Wappen von Bobstadt zeigt: Unter goldenem Schildhaupt, darin die schwarze Jahreszahl 1367, in Rot eine silberne Glocke.

## Kultur und Sehenswürdigkeiten

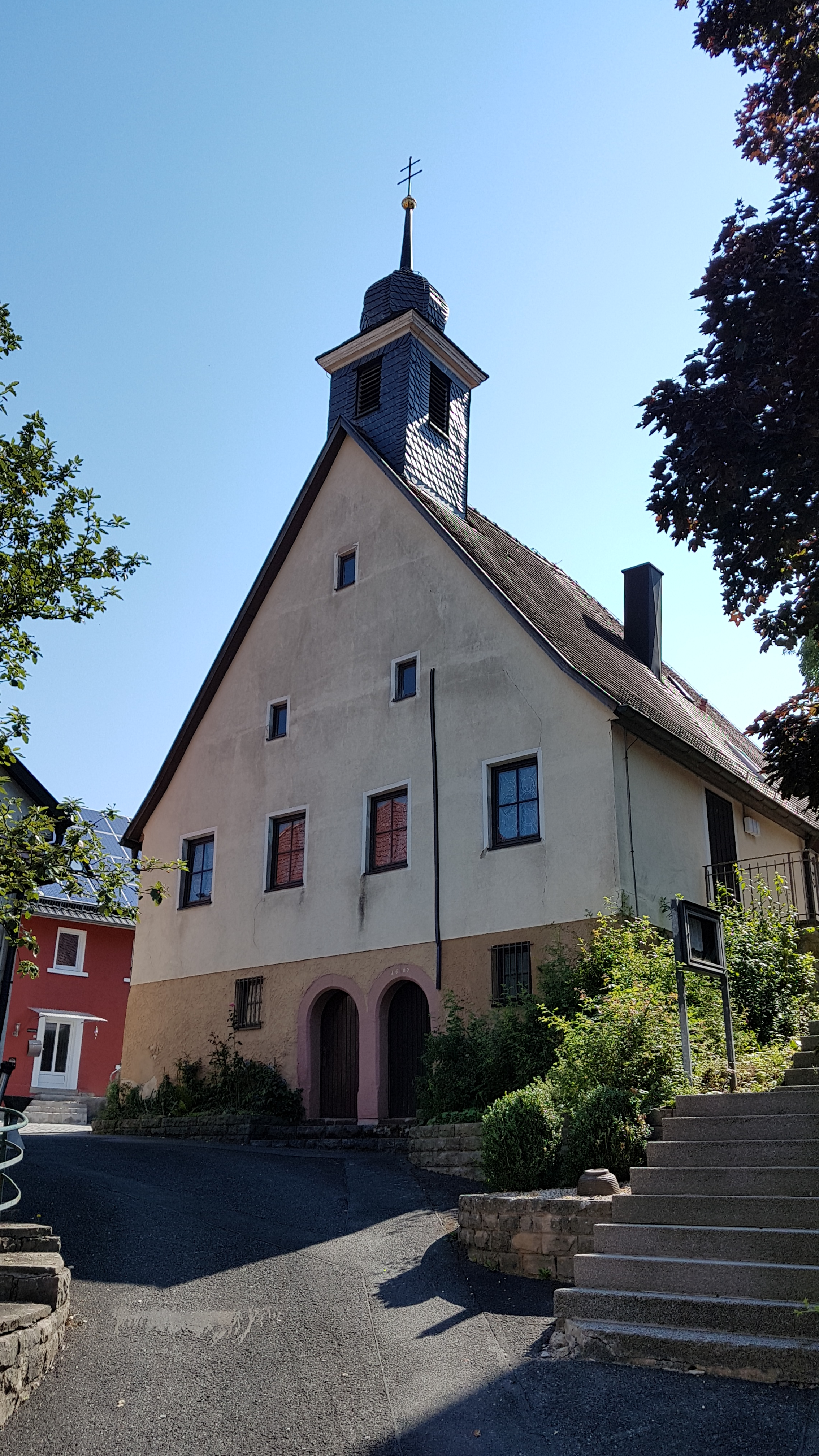
Katholische Kirche in Bobstadt

### Kulturdenkmale
Unbewegliche Bau- und Kunstdenkmale des Ortes sind in der vom Regierungspräsidium Stuttgart herausgegebene Liste der Bau- und Kunstdenkmale aufgeführt. Eine Auskunft ist auf Anfrage bei der Unteren Denkmalschutzbehörde der Stadt Boxberg erhältlich.

### Wehrkirche St. Michael
Die evangelische Wehrkirche St. Michael ist eine schlichte barocke Saalkirche mit gutem Gestühl. An der Stirnseite befindet sich ein Orgelprospekt. Die Kirche wurde 1756 errichtet. Sie wurde als Wehrkirche gebaut und genutzt. Eine Glocke des Turms stammt aus dem Jahr 1367 und ist damit die zweitälteste bestehende Glocke badischen Main-Taubergrundes. Die Barockorgel wurde 1758 von Johann Adam Ehrlich errichtet. Im Jahre 1988 wurde die Kirche innen und außen renoviert. Die Steinmeyer-Orgel aus dem Jahr 1972 hat 18 Register. Seit 2000 verfügt die Kirche über ein sechsstimmiges Geläut.

### Katholische Kirche
Die katholische Kirche in Bobstadt besteht aus einem massiven Sockelgeschoss mit gekoppelten rundbogigen Türrahmen. Sie stammt aus dem Jahre 1607.

## Wirtschaft und Infrastruktur

### Verkehr
Bobstadt ist aus nördlicher und aus südlicher Richtung über die L 513 zu erreichen, die im Ortsbereich als Bobstadter Straße bezeichnet wird. Aus nordwestlicher Richtung ist der Ort zudem über die K 2842 zu erreichen.

### Wohnen und Bauen
Im Nordosten gibt es seit 1973 ein neues Wohngebiet.